# Arrondissement Évreux
Évreux is een arrondissement van het Franse departement Eure in de regio Normandië. De onderprefectuur is Évreux.

## Kantons
Het arrondissement is samengesteld uit de volgende kantons:
- kanton Breteuil
- kanton Conches-en-Ouche
- kanton Damville
- kanton Évreux-Est
- kanton Évreux-Nord
- kanton Évreux-Ouest
- kanton Évreux-Sud
- kanton Le Neubourg
- kanton Nonancourt
- kanton Pacy-sur-Eure
- kanton Rugles
- kanton Saint-André-de-l'Eure
- kanton Verneuil-sur-Avre
- kanton Vernon-Nord
- kanton Vernon-Sud

Na de herindeling bij decreet van 25 februari 2014, met uitwerking op 22 maart 2015 is de samenstelling als volgt:
- kanton Breteuil ( deel  22/42 )
- kanton Conches-en-Ouche  ( deel  30/31 )
- kanton Évreux-1
- kanton Évreux-2
- kanton Évreux-3
- kanton Le Neubourg  ( deel  37/44 )
- kanton Pacy-sur-Eure
- kanton Saint-André-de-l'Eure
- kanton Verneuil-sur-Avre
- kanton Vernon   ( deel  1/4 )